# 靳鐵章
靳鐵章（1959年—），台灣台北人，詞曲創作人、創作歌手、唱片製作人。著名的作品包括〈漁唱〉、〈曠野寄情〉等校園民歌，及〈相思比夢長〉、〈冬季到台北來看雨〉等流行歌曲。

## 生平

### 早年生活
靳鐵章的父親是畫國畫的美術老師，母親是小學老師，家中有五個小孩，靳鐵章排行第四。
音樂上的啟蒙來自父母親喜歡聽的平劇，以及因隨母親就讀光仁中學而認識了很多音樂班的同學，常常和他們一起玩西洋音樂。高中三年級時，受到楊弦舉辦音樂會的新聞啟發，寫下第一首作品〈晨曦〉。
考入東吳大學化學系後持續創作音樂，將作品〈黃昏客來〉、〈忘川〉、〈海棠〉投稿到陶曉清的節目《中西民歌》，獲邀錄音。大學二年級時組成「海東青合唱團」。在高中同學李建復鼓勵之下，參加金韻獎創作組比賽。比賽雖沒有得名，但靳鐵章用一首歌三千元的價錢，將創作〈漁唱〉、〈忘川〉、〈曠野寄情〉、〈易水寒〉、〈樵歌〉賣斷給新格唱片。這些歌曲陸續被收錄金韻獎歌手的專輯中。

### 詞曲創作人、創作歌手
1980年冬天，靳鐵章和蘇來、蔡琴、李建復、李壽全、許乃勝等人，為對抗詞曲賣斷的不合理制度，合組「天水樂集」，出版了《李建復專輯——柴拉可汗》與《蔡琴、李建復聯合專輯——一千個春天》。專輯中歌曲的作曲幾乎都是由靳鐵章與蘇來兩人包辦。「天水樂集」這個名稱，就是源於靳鐵章創作的歌曲〈天水流長〉。靳鐵章以交響詩的形式創作〈柴拉可汗〉，長達十一分鐘。《柴拉可汗》專輯獲得了金鼎獎最佳唱片。但因兩張專輯銷售成績不佳，天水樂集宣告解散。
自東吳大學化學系畢業後在新竹的半導體公司工作，只做了約四年，就決定辭職。
1984年，在四海唱片發表了第一張個人專輯《給我一片安樂土》，〈給我一片安樂土〉是主修化學的靳鐵章在大學四年級時有感於環境汙染而創作的歌曲。後續在喜馬拉雅唱片出版兩張專輯《半個月亮》、《容易寂寞的人》。

### 唱片製作人
1990年開始在飛碟唱片擔任製作人，與表演工作坊合作《這一夜誰來說相聲》相聲專輯，也為金玉嵐、葉歡、費玉清等歌手製作過專輯唱片，以及第八屆「大學城全國大專創作歌謠大賽」紀念專輯。期間也持續創作，與作家吳若權合作詞曲，交由費玉清演唱的〈相思比夢長〉，以及交由孟庭葦演唱的〈冬季到台北來看雨〉，都大受歡迎。
1994年開始，擔任台灣索尼唱片製作部經理長達八年，為藍心湄、林慧萍、柯以敏、張智霖等歌手製作專輯，也包括網路虛擬人物阿貴的『阿貴-快樂天堂』音樂專輯。

### 後續發展
2001年，靳鐵章離開音樂界，與友人創立「洛可可影音創意」公司，擔任總經理。和圓神出版社合作出版作家吳若權的《戀雨》、《摘星》等網路動畫。《摘星》曾獲得「2002年台灣優質數位內容產品獎」。
近年開始回到自由創作的初衷，為大愛劇場《日出》譜寫主題曲〈季節改變〉，並嘗試為唐詩譜曲。

## 創作歌曲
- 〈忘川〉（收錄於金韻獎第五輯、黃大城的專輯《今山古道》）
- 〈漁唱〉（收錄於金韻獎第五輯、黃大城的專輯《今山古道》）
- 〈曠野寄情〉（收錄於金韻獎第五輯、李建復的專輯《龍的傳人》）
- 〈易水寒〉（收錄於《金韻獎8》，由施孝榮演唱）
- 〈樵歌〉（收錄於包美聖的專輯《樵歌》）

## 個人專輯
| 發行日期         | 專輯名稱           | 曲目 |
| ---------------- | ------------------ | --- |
| 1984年四海唱片   | 《給我一片安樂土》 | 曲目 1. 給我一片安樂土 2. 輪歌 3. 小河情韻 4. 我愛 5. 無線電台 6. 四重奏 7. 紅薔薇 8. 第一月台 9. 祈盼 10. 紅薔薇-演奏曲                          |
| 1988喜馬拉雅唱片 | 《靳鐵章素描專輯》 | 曲目 1. 半個月亮 2. 不變的戀情 3. 無終站列車 4. 你的微笑 5. 自從愛你之後 6. 高速路上 7. 這樣的生活 8. 風箏 9. 淡水平快 10. 給我一片安樂土         |
| 1988喜馬拉雅唱片 | 《容易寂寞的人》   | 曲目 1. 容易寂寞的人 2. 心得天空 3. 聆聽風鈴於清冷的雨中 4. 請不要問 5. 你是我生命中的過客 6. 等待的視窗 7. 翔 8. 靠近一點 9. 午後曳航 10. 異鄉人 |